# Comté de Gilmer (Géorgie)
Pour les articles homonymes, voir Comté de Gilmer.
Le comté de Gilmer est un comté de Géorgie, aux États-Unis.

## Démographie
| 1840  | 1850  | 1860  | 1870  | 1880  | 1890  |
| ----- | ----- | ----- | ----- | ----- | ----- |
| 2 536 | 8 440 | 6 724 | 6 644 | 8 386 | 9 074 |

| 1900   | 1910  | 1920  | 1930  | 1940  | 1950  |
| ------ | ----- | ----- | ----- | ----- | ----- |
| 10 198 | 9 237 | 8 406 | 7 344 | 9 001 | 9 963 |

| 1960  | 1970  | 1980   | 1990   | 2000   | 2010   |
| ----- | ----- | ------ | ------ | ------ | ------ |
| 8 922 | 8 956 | 11 110 | 13 368 | 23 456 | 28 292 |